# 豊川稲荷大阪別院
豊川稲荷大阪別院（とよかわいなりおおさかべついん）は、大阪府大阪市天王寺区にある曹洞宗の寺院である。正式な寺号は観音寺。
豊川稲荷 妙厳寺（愛知県豊川市）の別院である。

## 沿革
明治31年（1898年）、付近の地主であった萩田利平が、この地を発展させようと、豊川稲荷から吒枳尼天を勧請し、稲荷堂を建立したのを始まりとする。
その後、明治38年（1905年）頃に、妙厳寺では末寺の観音寺を当地に移転し、妙厳寺住職の嘉硯黙童を開山として、正式な寺院として大阪別院を発足したといわれる。2代目住職までは、妙厳寺から派遣された院代がその職務に当たっていた。
商売繁盛の神として、商業都市大阪の個人商店主から多くの信仰を集めているが、代替わりにより、その様相にも変化が見られるという。

### 勤行次第
豊川稲荷は信者のための「勤行次第」（お経本）を発行していないが、大阪別院では、明治41年（1908年）に勤行次第が一千部ほど施本された。内容は、妙厳寺を創建した東海義易が定めた吒枳尼天への勤行作法を、在家用に改めたものとなっている（下記リンク先参照）。

## 境内
本殿
2階建てになっており、1階は本尊の十一面観音を祀る本堂で、2階が吒枳尼天を祀る稲荷本殿となっている。2階本殿へは外部階段を上り直接行くことができる（下記リンク先参照）。
奥の院
本殿の横にある奥の院には、平八郎稲荷が祀られる。平八郎は東海義易に仕えた狐で、吒枳尼天の食事の世話をする稲荷という。
堂ヶ芝廃寺
古代の瓦片が多数出土し、飛鳥時代の寺院跡と推定されている。渡来人の百済王氏の氏寺の百済寺ではないかと比定されている。

## 交通手段
- JR大阪環状線 桃谷駅より徒歩で約3分。